# ブーファン
ブーファン（学：Boophone）はヒガンバナ科の属の一つ。または、ブーファン属に含まれる植物の総称。

## 特徴
南部アフリカの乾燥地帯に自生する球根植物で、二種一亜種が確認されている。球根は上部が露出した状態で自生している場合が多く、薄皮に何重も覆われていて、タマネギを髣髴とさせる。葉は葉縁が波立っており、左右対称に出て、草姿は扇形になる。乾燥には非常に強く、山火事で球根が焼けても再び芽を出す場合もある。発芽から開花まで20年ほどかかる。耐暑性には非常に優れ、40℃位までなら耐えられる。しかし、寒さには非常に弱く、氷点下を下回ると枯死してしまう。開花時期は生育期によって決まり、基本的な生育サイクルは秋に芽を出し春に地上部が枯れるという生育サイクルを取っている。花色は白色、クリーム色、黄色、赤色がある。花は集散花序で、ハマエンサス属に非常に似る。耐病性には非常に優れる為、病気に罹患する事はほとんど無い。

## 名前の由来
名前には「牡牛殺し」という意味がある。自生地では牧草に交じって生えているが、全草に毒を持っている為、家畜が誤食して死亡してしまう事もあり、忌み嫌われている。花粉にも毒を持っており、花粉が目に入ってしまうと痛みを伴う為、目痛花とも呼ばれる。因みに花が咲いた株は一定確率で枯死してしまう。

## 種
ブーファン属には大きく分けて二種一亜種が知られている。
- ブーファン・ディスディカ　（Boophone disticha）

ブーファン属の基本種で南アフリカの乾燥帯に広く自生する。「太閤秀吉」と言う日本名で知られる。葉は波立たない個体が多いが、稀に緩やかに波立つ個体もある。広く自生している為、生育サイクルは自生地の雨季の時期に依存する。成長すると人間の頭部ほどの大きさの球根になる。ディスティチャ種とも呼ばれる。
- ブーファン・ハマエンソイデス　（Boophone haemanthoides）

ナミビア～南アフリカ共和国北西部に自生する種で、生息範囲が狭く比例して個体数も少ないため、ディスティカ種よりも珍重される傾向にある。葉はディスティカ種より太く、葉縁が大きく波立つ。花はマユハケオモトに似る。生育時期は冬であり。種小名の由来は「ハマエンサス属に似た」と言う意味である。
- ブーファン・ハマエンソイデス・ルスキー　（Boophone haemanthoides var. ernesti-ruschii）

ハマエンソイデス種の亜種で、苞が小さいのが特徴である。滅多に国内には流通しない為、高額の値段が付く事がある。かつてはハマエンソイデス種の変種とされた。

## ギャラリー

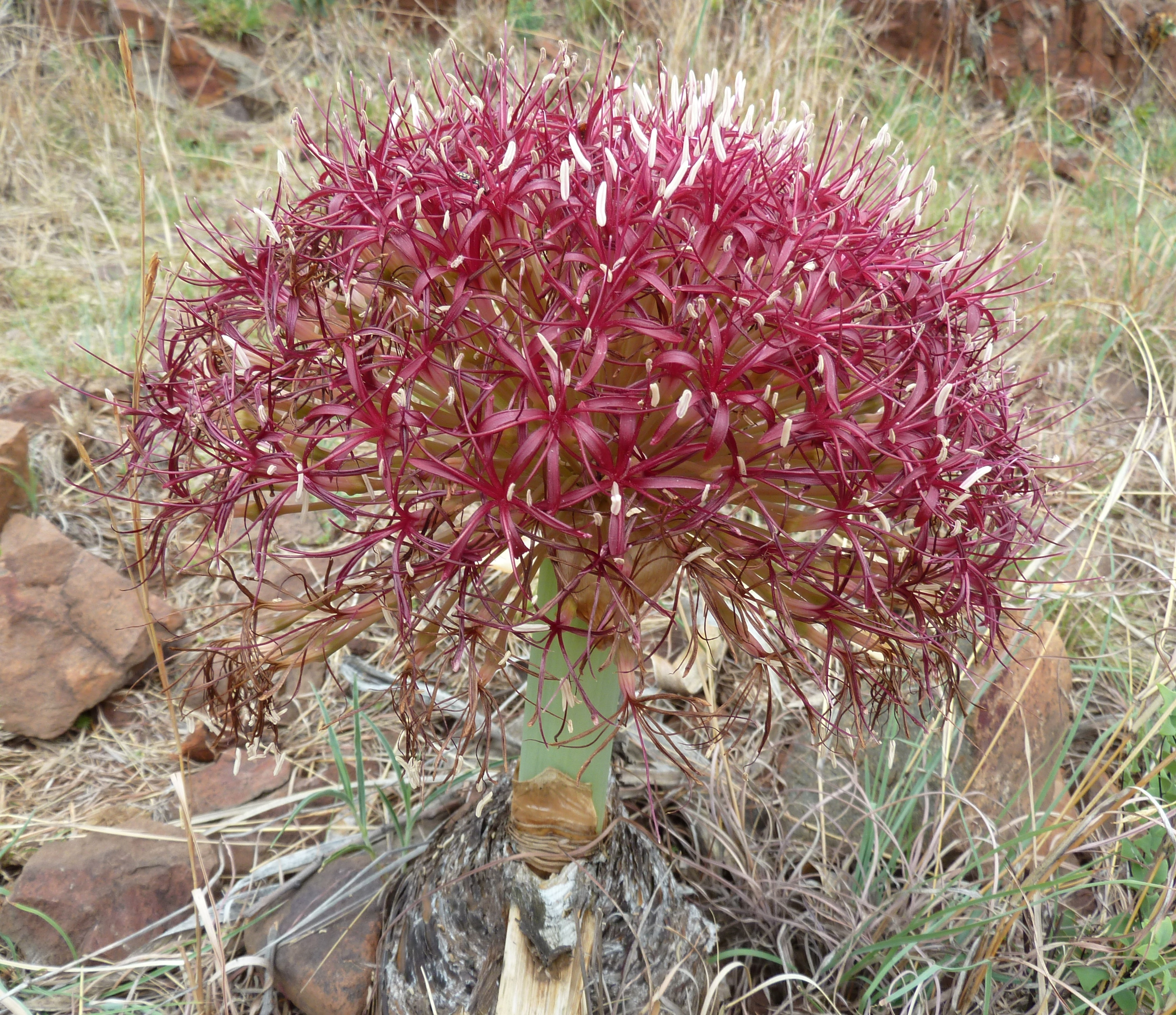
ディスディカ種の花
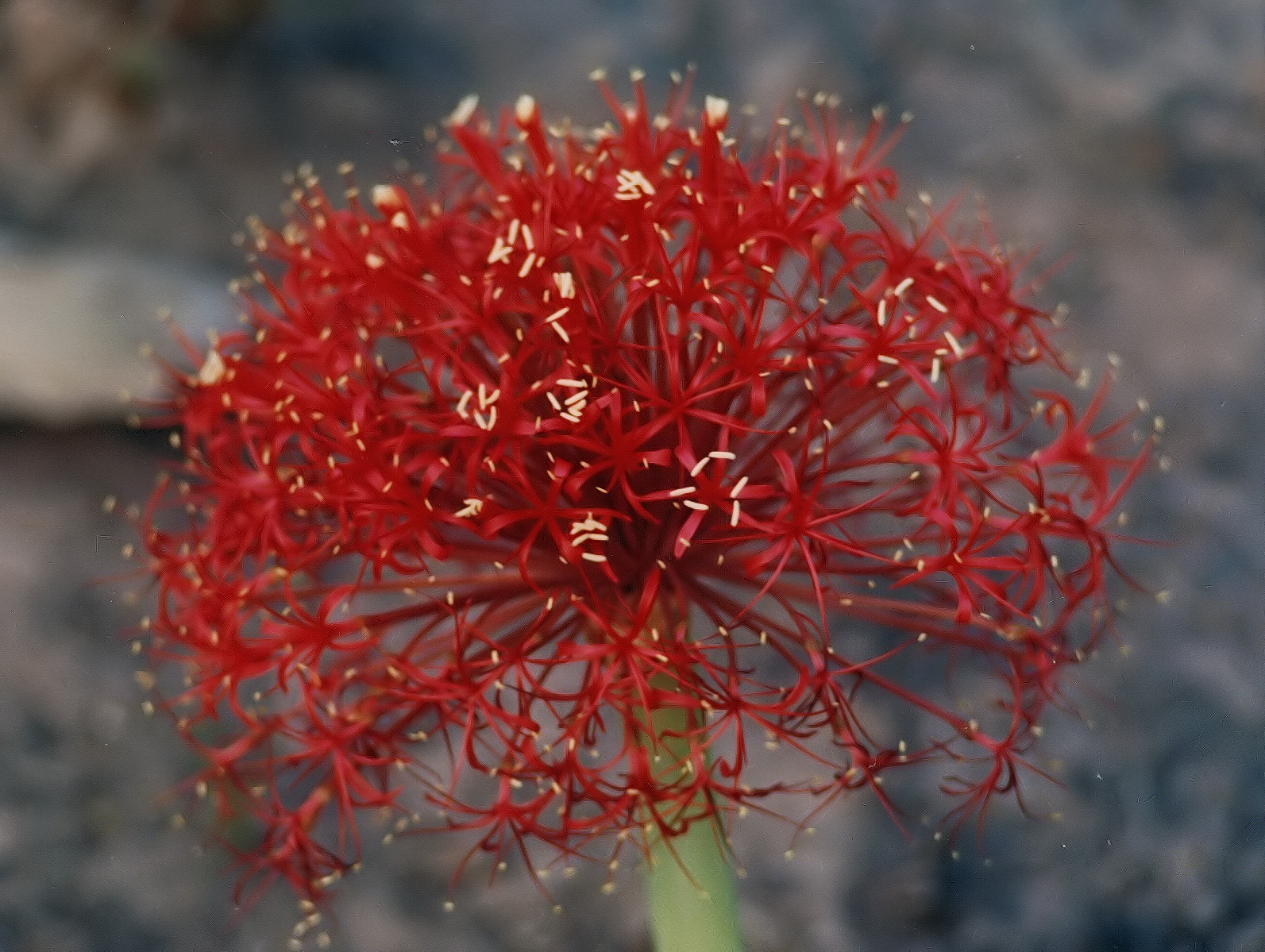
ディスディカ種の花
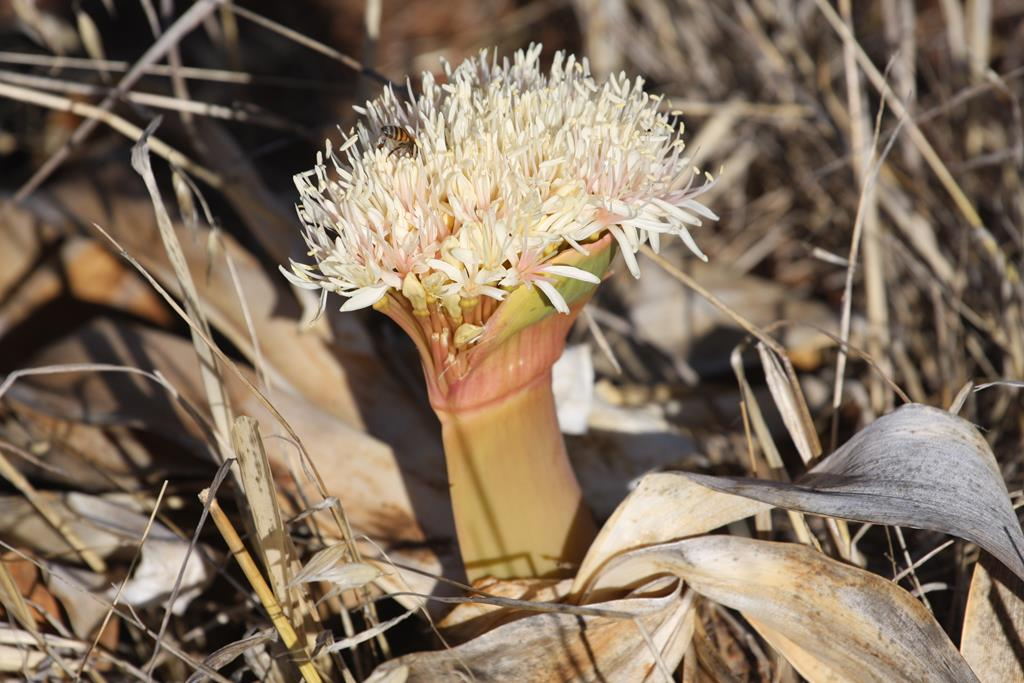
ハマエンソイデス種の花
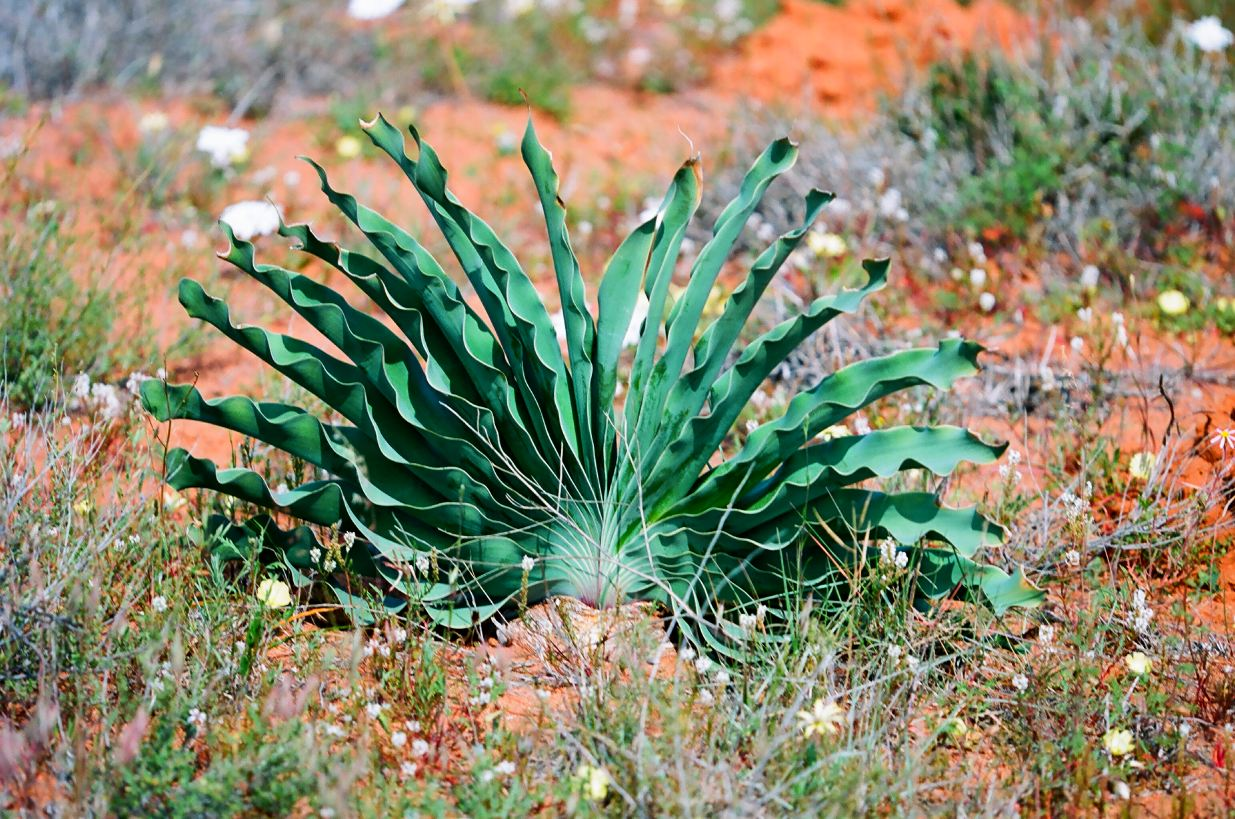
ハマエンソイデス種